# Griphopithecus africanus
Griphopithecus africanus é uma das três espécies de Griphopithecus.